# Aeroportul Brevig Mission
Aeroportul Brevig Mission (IATA: KTS, ICAO: PFKT, FAA LID: KTS) este un aeroport din Alaska, Statele Unite ale Americii ce deservește zona Brevig Mission⁠(d). Aeroportul a fost tranzitat în 2019 de 5.954 de pasageri. A fost numit după zona deservită.
Situat la o altitudine de 12 m, aeroportul dispune de 2 piste. Este operat de Alaska Department of Transportation & Public Facilities⁠(d).

## Infrastructură

### Piste
Aeroportul dispune de 2 piste. Pista 04/22 are suprafața de pietriș și dimensiunile 2.110 picioare × 75 picioare. Pista 12/30 are dimensiunile 2.990 picioare × 100 picioare. 